# 楊顯薦
楊顯薦（越南语：／；1873年—1907年），越南阮朝副榜。

## 生平
楊顯薦是廣南省奠磐府延福縣安仁中總錦鏤社（今屬廣南省濰川縣濰福社錦鏤村）人，嗣德二十六年（1873年）出生。成泰三年（1891年），楊顯薦参加承天場鄉試，考中舉人。成泰十年（1898年），楊顯薦會試中格，庭試考中副榜，與其他4名廣南籍同科進士、副榜一起被成泰帝稱讚為“五鳳齊飛”。
成泰十九年（1907年），楊顯薦因病去世，壽三十五歲。